# NGC 1892

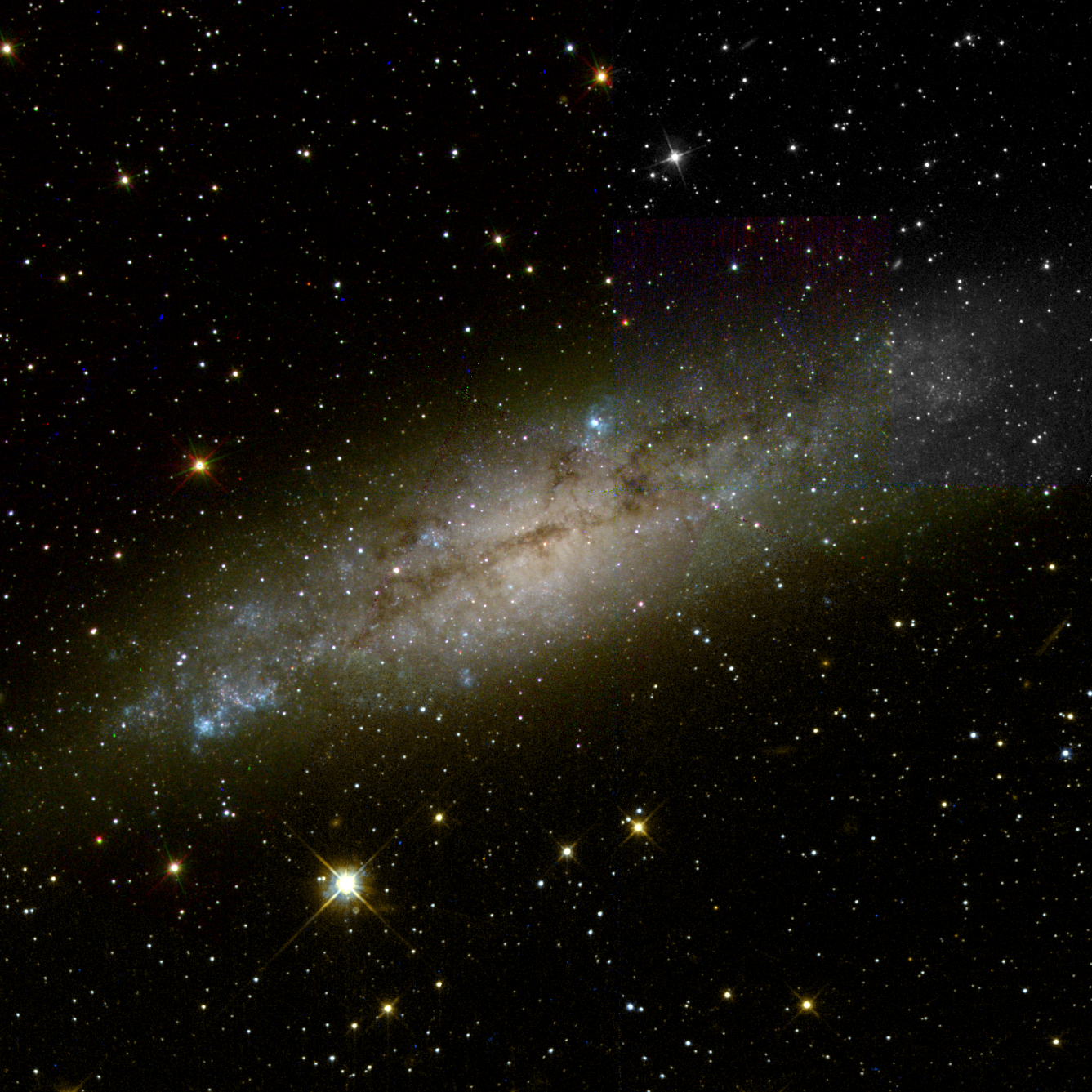
NGC 1892 par le télescope spatial Hubble.

NGC 1892 est une galaxie spirale située dans la constellation de la Dorade. NGC 1892 a été découverte par l'astronome britannique John Herschel en 1834.

## Caractéristiques
Sa vitesse par rapport au fond diffus cosmologique est de 1 407 ± 4 km/s, ce qui correspond à une distance de Hubble de 20,8 ± 1,5 Mpc (∼67,8 millions d'al).
À ce jour, 26 mesures non basées sur le décalage vers le rouge (redshift) donnent une distance de 15,723 ± 2,176 Mpc (∼51,3 millions d'al), ce qui est tout juste à l'extérieur des valeurs de la distance de Hubble. Notons cependant que c'est avec la valeur moyenne des mesures indépendantes, lorsqu'elles existent, que la base de données NASA/IPAC calcule le diamètre d'une galaxie et qu'en conséquence le diamètre de NGC 1892 pourrait être d'environ 25,6 kpc (∼83 500 al) si on utilisait la distance de Hubble pour le calculer.
La classe de luminosité de NGC 1892 est III-IV et elle présente une large raie HI.

## Groupe de NGC 1947
La galaxie NGC 1892 ainsi que les galaxies NGC 1947 et NGC 2082 font partie d'un trio de galaxies, le groupe de NGC 1947.